# قسطنطين زريق
قسطنطين زريق (5 نيسان 1909م – 12 آب 2000م) هو مؤرخ ومُفكر سوري من دمشق، كان أحد أشهر دعاة القومية العربية في العصر الحديث. عُيّن وزيراً مفوضاً للجمهورية السورية في الولايات المتحدة الأميركية سنة 1946م وعضواً في وفدها المؤسس لدى الأمم المتحدة. وفي عام 1949 أصبح رئيساً لجامعة دمشق ثم رئيساً بالوكالة للجامعة الأميركية في بيروت حتى سنة 1957م. كما عمل رئيساً لمجلس أمناء مؤسسة الدراسات الفلسطينية في بيروت من 1967م وحتى عام 1983م، وأستاذاً في قسم التاريخ في الجامعة الأميركية حتى عام 1977م. يعود الفضل إليه في ابتكار مصطلح «النكبة» أي الكارثة، للإشارة إلى الكارثة التي حلت بفلسطين وهزيمة العرب وطرد الفلسطينيين من أراضيهم عام 1947 / 1948م.

## البداية
ولِد قسطنطين زريق في حي القيمرية بدمشق وهو ابن عائلة أورثوذكسية متوسطة الحال. دَرس في مدرسة الآسيّة ونظراً لتفوقه العِلمي، تم إرساله إلى الجامعة الأميركية في بيروت عن طريق منحة قدمها له الدكتور فيليب حتي، مُدرّس التاريخ في تلك الجامعة. كان زريق راغباً بدراسة الهندسة لا التاريخ، ولكنه غيّر مجال اختصاصه في السنة الأخيرة، عندما قرر فيليب حتي مغادرة الجامعة الأميركية للذهاب إلى جامعة برنستون في الولايات المتحدة. تبناه الدكتور أسد رستم في الجامعة الأميركية قائلاً إن خلفية قسطنطين زريق بالرياضيات دربته على الدقة والموضوعية والتتبع في الاستنتاج، ما سوف يجعل منه مؤرخاً بارعاً في المستقبل.
سافر زريق إلى الولايات المتحدة لإكمال اختصاصه بالتاريخ ووصل إلى جامعة شيكاغو في حزيران 1928. وبعد نيله شهادة الدكتوراه ذهب إلى جامعة كولومبيا لدراسة تاريخ الدول الهلنستية وتاريخ أوروبا القديم. وأخيراً وصل إلى جامعة برنستون، حيث دَرس التاريخ العربي على يد الدكتور فيليب حتي، الذي كان قد تبناه عِلمياً منذ أن كان طالباً مدرسياً. عاد بعدها قسطنطين زريق إلى لبنان وعُيّن أستاذاً لمادة «تاريخ العرب» في الجامعة الأميركية في بيروت سنة 1930.

## العروة الوثقى
اهتم قسطنطين زريق بشؤون الطلاب وقدم دعماً فكرياً ولوجستياً غير محدود لجمعية العروة الوثقى الطلابية التي نشطت في الجامعة الأميركية منذ الحرب العالمية الأولى، المعنية بتشجيع الوعي القومي لدى الطلاب وحثهم على ممارسة الكتابة والخطابة باللغة العربية الفصحى. كما أصر الدكتور زريق على إعطاء كافة محاضراته باللغة العربية، رافضاً التحدث مع الطلاب باللغة الإنكليزية بالرغم من أن الجامعة كانت أميركية الإدارة والهوية، تتبع مجلس أمناء منتخباً في مدينة نيويورك.

## تأسيس عصبة العمل القومي
انضم قسطنطين زريق في شبابه إلى لفيف من القوميين العرب الذين أسسوا عصبة العمل القومي في قرية قرنائل اللبنانية عام 1932. وكان بين مؤسسيها المفكر القومي زكي الأرسوزي والسياسي الدمشقي صبري العسلي، إضافة لرئيسها الشاب، عبد الرزاق الدندشي. وقد تم تأسيس تنظيم سري لدعم عصبة العمل القومي، عُرف باسم «المجموعة القومية العربية،» وكان قسطنطين زريق في صدارته، مع العِلم أن عمله في الجامعة الأميركية في بيروت كان يمنعه من الانضمام إلى أي تنظيم سياسي. عَمل معه في هذا التنظيم درويش مقدادي من فلسطين وفؤاد المفرّج من سورية، وكلاهما من طلاب زريق المتفوقين في الجامعة الأميركية. عقدوا أول اجتماع لهم في منطقة البسطة في بيروت والثاني في داره الكائنة في شارع جان دارك القريب من مكان عمله. وقد وضعوا خلاصة أفكارهم ومبادئهم في كتاب صغير مُغلف باللون الأحمر، أطلق عليه «الكتاب الأحمر.» كان هدفهم التغلغل في الجمعيات والأحزاب الرئيسة القائمة يومها في سورية ولبنان والوصول إلى قمة الهرم فيها ليتمكنوا من التأثير على قراراتها المتعلقة بالقضية العربية.

## وزيراً في أمريكا
وفي آذار 1945، تم استدعاؤه إلى دمشق لمقابلة رئيس الجمهورية شكري القوتلي، الذي قام بتعيين قسطنطين زريق مستشاراً أولاً في المفوضية السورية في واشنطن وعضواً في الوفد السوري المؤسس للأمم المتحدة، برئاسة رئيس الحكومة فارس الخوري. وعند استدعاء السفير ناظم القدسي إلى دمشق، أصبح قسطنطين زريق وزيراً مفوضاً لدى حكومة الرئيس الأميركي هاري ترومان، الذي قدم له أوراق اعتماده يوم 13 شباط 1946. صرف الدكتور زريق جهداً كبيراً في الدفاع عن استقلال سورية وعن القضية الفلسطينية التي آمن بها وعمل كثيراً من أجلها طوال حياته. وقد وضع كتاباً عن احتلال فلسطين سنة 1948، أدرج من خلاله عبارة «النكبة» وقام بإدخالها على القاموس السياسي العربي.

## رئيساً لجامعة دمشق 1949- 1952
عاد الدكتور زريق إلى لبنان لإكمال عمله في الجامعة الأميركية إلى أن تم استدعاؤه إلى دمشق مجدداً في نيسان 1949 من قبل حاكم سورية الجديد، الزعيم حسني الزعيم، الذي طلب منه تسلم حقيبة الخارجية في عهده ولكنه رفض، فعرض عليه رئاسة جامعة دمشق. وقد أصدر حسني الزعيم مرسوماً خاصاً بقسطنطين زريق، لكونه أول رئيس للجامعة من خارج ملاك الدولة السورية.

## العودة إلى الجامعة الأميركية
عاد الدكتور زريق إلى عمله العِلمي في لبنان، وعُيّن عميداً للكليات ثم نائباً لرئيس الجامعة الأميركية ثم رئيساً بالوكالة من 19 كانون الثاني 1955 وحتى سنة 1957. وضع الدكتور زريق خلال ولايته برنامج الدراسات العربية المعاصرة في الجامعة الأميركية وذهب على رأس وفد رفيع من الأستاذة إلى مصر لمقابلة الدكتور طه حسين والإستفادة من تجربة جامعة فؤاد الأول في الدراسات والأبحاث. وخلال رئاسته، شهدت الجامعة الأميركية اضترابات عنيفة نتيجة إنقسام الطلاب حول حلف بغداد والعدوان الثلاثي على مصر وزيارة الرئيس التركي عدنان منديريس إلى لبنان. أيد الدكتور زريق النشاط الطلابي المعادي للغرب داخل الجامعة ولم يخفي تبنيه ودعمه لجمعية العروة الوثقى التي انتسب لها وهو طالب وكانت يومها برئاسة الطالب السوري ثابت المهايني. نظمت الجمعية مظاهرة حاشدة ضد حلف بغداد يوم 27 أذار 1954، وحصلت مواجهة على أبواب كلية الطب، أدت إلى مقتل طالب من جمعية المقاصد الخيرية وأخر من الحزب التقدمي الإشتراكي الذي كان يتزعمه كمال جنبلاط. قامت القوة الأمنية باستخدام الرصاص الحي لنفريق المنتظاهرين، متحججة بأنهم اطلقوا النار من داخل الجامعة، ودخلت الحرم الجامعي بالرغم من معارضة الدكتور زريق، بحثاً عن الطلاب المنتمين إلى العروة الوثقى. شُنّ هجوم عنيف على القوة الأمنية يومها، من قبل كمال جنبلاط من داخل البرلمان اللبناني وعبر جريدة النهار التي كان يديرها الصحفي غسان تويني، صديق قسطنطين زريق.
وبالرغم من قربه من الحراك الطلابي، إلى أن الدكتور زريق لم يكن بوسعه إلا الموافقة على حل - وهو في سدة رئاسة الجامعة، يوم 29 أيار 1954. كما تم فصل 15 طالب أدينوا بتزعم الحراك، تحت ضغط مباشر من الأستاذة الأميركيين الموجودين في الهيئة التدريسية للجامعة. عقد الدكتور زريق مؤتمراً صحفياً يوم 30 أيار 1954، أعرب فيه عن أسفه الشديد عن الطريقة التي تمت من خلالها معالجة الأزمة مع الطلاب. في عمله الجديد قام الدكتور زريق بوضع قانون حديث لكلية العلوم وعمل على رفع نسبة الطالبات السوريات، التي وصلت في عهده إلى 1:4 من الذكور، بالمقارنة مع الجامعة المصرية يومها، التي كانت نسبة الإناث فيها 1:13. وقام بإيفاد 300 طالب سوري إلى أوروبا لإكمال دراساتهم العليا على حساب الدولة، ووضع قانوناً للتعليم الثانوي المجاني في سورية، بالتعاون مع صديقه الدكتور عبد الوهاب حومد، نائب حلب في البرلمان السوري وأستاذ القانون في جامعة دمشق، الذي طرح القانون أمام السلطة التشريعية لتتم الموافقة عليه في جلسة 5 أيلول 1950.
ولكن قسطنطين زريق استقال من رئاسة جامعة دمشق في 8 آذار 1952، عندما حَصلت مواجهة بينه وبين العسكر، عندما منعهم من دخول الحرم الجامعي بحثاً عن طالب رفض تسلّم شهادته الجامعية من رئيس الدولة في حينها العقيد أديب الشيشكلي. فقد صفعه العسكري على وجهه ودخل بالقوة إلى جامعة دمشق، في حادثة أليمة ظلّ قسطنطين زريق يتحاشى ذكرها حتى وفاته. حاول الشيشكلي إرضاءه وأقام حفلاً تكريمياً على شرفه، قُلّد فيه قسطنطين زريق وسام الاستحقاق السوري من الدرجة الأولى.
وكان لمواقفه القومية الدور الأكبر بعدم تسميته رئيساً للجامعة إلا بالوكالة، بتحريض من وزير خارجية لبنان شارل مالك، زميل زريق في الأمم المتحدة، المحسوب على رئيس الجمهورية اللبنانية كميل شمعون، المؤيد للغرب. وعندما رُشح الدكتور زريق لرئاسة الجامعة مجدداً سنة 1965، تم استبعاده مرة ثانية ولنفس الأسباب.

## ما بعد الجامعة الأميركية
انتُخب قسطنطين زريق عضوا مراسلاً في مجمع اللغة العربية في دمشق عام 1954 وممثلاً للجمهورية السورية في المجلس التنفيذي لمنظمة اليونيسكو ما بين 1950-1954 وعضواً في اللجنة العالمية للتاريخ التابعة لها حتى عام 1969. وظلّ يُدرّس في الجامعة الأميركية حتى عام 1977 ليتجه بعدها إلى الولايات المتحدة أستاذاً زائراً في جامعة كولومبيا وجامعة جورج تاون وجامعة يوتا. وقد منحته جامعة ميشغن الأميركية شهادة دكتوراه فخرية وانتخب عضواً فخرياً في الجمعية التاريخية الأميركية. كما حاضر الدكتور زريق في عدة جامعات عالمية، في أثينا واسطنبول وفينا وجينيف ولاهاي وميونخ وأوكسفودر وكامبردج، وفي عام 1977 عُيّن مستشاراً للصندوق العربي للإنماء الاقتصادي ولدولة الكويت. وفي عام 1967، انتخب زريق رئيساً لمجلس أمناء مؤسسة الدراسات الفلسطينية ثم رئيساً فخرياً لها مدى الحياة. وكان له مساهمة كبيرة بحفظ وثائق المركز خلال الاجتياح الإسرائيلي لمدينة بيروت سنة 1982.

## الوفاة
توفي الدكتور قسطنطين زريق في مستشفى الجامعة الأميركية في بيروت عن عمر ناهز 91 عاماً في 12 آب 2000. وكان آخر لقاء صحفي أدلى به قد نُشر في جريدة الخليج بتاريخ 10 كانون الأول 1999، أي قبل ثمانية أشهر من وفاته. وصفته الجامعة الأميركية بالقول: «كان عملاقاً في عصره، ومع ذلك اتسمت شخصيته بالتواضع واللطف، وكان يعامل الجميع، طلاباً كانوا أم قادة دول، بنفس الرسمية والاحترام.»

## أفكاره

### آراؤه عن المجتمع العربي
خلال الخمسين عامًا الأخيرة من حياته، كرس زريق جهده لمحاولة حل مختلف القضايا التي تخص المجتمع العربي. كان هدفه اكتشاف وسيلة لتحويل المجتمع العربي جذريًا وسريعًا إلى مجتمع «عملي وعقلاني وعلمي». ركز زريق اهتمامه على المجتمع العربي المعاصر وأزمة الحضارة العربية الحالية. وألقى باللوم على تغير الشخصية العربية كسبب لضعف الحضارة العربية. وأشار زريق إلى أن الابتعاد عن «أفكار الوحدة والولاء والنظرة الشاملة أدى إلى استبدال الدوافع الروحية بأخرى مادية». على الرغم من أن عملية التراجع هذه تعتبر سببًا داخليًا، إلا أن زريق أرجع سبب النهضة العربية الحديثة إلى عوامل خارجية. كان أحد المساهمين الخارجيين، والذي يعتقد زريق أنه لعب دورًا مهمًا في تحفيز التغيير في المجتمع العربي، هو الحضارة «الغربية» أو الحضارة الحديثة. ولأن الغرب استمر في فرض نفسه على المجتمع العربي، كان من الضروري أن يعمل العرب على فهمه من أجل مواجهته. حث زريق المجتمع العربي على مواكبة الحضارة الحديثة وقبول التأثيرات العلمية والتكنولوجية لها بدلاً من تجاهلها.
ومن أجل تنشيط المجتمع العربي، طالب زريق بضرورة إحداث تغيير جذري في الحياة العربية. ودعا إلى التركيز على «العلم والإنتاجية»، وشدد على أن نهوض المجتمع العربي مرهون بما إذا كانت هذه الفكرة ستصبح جزءًا من «مشاعر وأفكار العرب ومصدر إرادتهم».
على الرغم من تلك الأهمية القصوى للعلوم والتكنولوجيا، اعتبر زريق مُثُل المواطنة والقومية والوحدة متطلبات إضافية وضرورية لتحديث المجتمع العربي. أصر زريق على أن الجمع بين القوى العقلانية والقوى الأخلاقية من شأنه أن يؤدي إلى مستقبل ناجح.
تعمق زريق في وصف التحدي الأساسي للحضارة العربية. كان يعتقد أن العقلانية هي «الشرط الأساسي الذي يشمل جميع المتطلبات الأساسية الأخرى» لمستقبل مجتمع عربي حديث. رأى أن مكافحة التخلف الثقافي أخطر معركة في الكفاح من أجل مجتمع عربي حديث، وأن من خلال التفكير العقلاني فقط يمكن للمجتمع العربي أن يتطلع إلى المستقبل، ويدرك إمكاناته، ويبني حضارة أسمى.
أوضح زريق أن المجتمع العربي «يجب أن ينضم إلى العالم الحديث»، وللقيام بذلك، يجب أن يغير أساليبه السابقة. وذكر زريق قائمة بالتغييرات التي يجب إجراؤها حتى تنجح تلك الثورة التحديثية: يجب أن يكون هناك استخدام للآلة على نطاق واسع، ويجب الفصل بين الدولة والدين، ويجب اعتبار الروح العلمية لكل فرد وللمجتمع عنصرًا أساسيًا لا بد من تنشيطها. بالإضافة إلى ذلك، يجب أن يكون المجتمع العربي منفتحًا على القيم العقلانية والروحية للحضارات الإنسانية الأخرى.

### تأمله للثقافة العربية
يرى زريق أن القوى البشرية التي تصنع الثقافة هي القوى الحضارية للعقل البشري في وظائفه النقدية والإبداعية. ركز زريق على قيم الصدق والعمل الجاد والمثابرة والجدية والالتزام والمسؤولية والحرية باعتبارها القيم التي تتيح للإنسان اكتساب المعرفة العلمية وتنمية الشعور بالجمال والعدالة. تأثر زريق بالمفكر المصري البارز طه حسين، الذي كان يؤمن بشدة أن تقدم المجتمع العربي يعتمد على تعليم كل فرد. كان حسين وزيراً للتربية والتعليم في مصر عام 1950 وتمكن عن طريق جهوده من توفير التعليم المجاني لجميع المصريين. سعى كلا المثقفين إلى مساعدة العرب في كشف جواهرهم الخفية التي من شأنها أن تؤدي إلى مجتمع عربي أكثر تقدمًا. ركز زريق على تشجيع الشعوب العربية للوصول إلى قواها البشرية المخفية التي تستطيع أن تمكنها من العمل نحو مجتمع عادل وأخلاقي. وقدم زريق ما أسماه «ثورة العقل»، حيث دعا إلى وحدة عربية وطنية تقوم على «ديمقراطية علمانية يمكن فيها للأفراد والمجتمعات المتنوعة تحقيق أهدافهم في إطار من التسامح والاحترام المتبادل».

### المساهمة في القومية العربية
بالنسبة إلى زريق، كانت القومية العربية «مشروعًا حضاريًا وليست هوسًا دفاعيًا بحدود هوية تحتاج إلى الحماية». لكي ينجح المشروع كان على الشعب العربي تحمل مسؤوليات كبيرة. وشدد زريق على أن الثقافة العربية يجب «اكتسابها وخلقها بالجهد البشري». أكد زريق في كتابه «في المعركة من أجل الثقافة» (1964) على أهمية الدور الحاسم للفاعلية البشرية:
«إن العوامل الرئيسية في التغيرات الحضارية هي في نظرنا عوامل بشرية طوعية مكتسبة. . . . العوامل الطبيعية أو البيئية، مثل العرق والوراثة، والوضع الجغرافي، والنظام الاقتصادي، والظروف الاجتماعية والفكرية والأخلاقية، كلها احتمالات أو روابط. والإمكانيات والروابط لا تصنع الحياة، ولا تؤدي إلى نشوء ثقافات. إن الإنسان هو الذي يدرك هذه الروابط ويسعى للتغلب عليها، وهو الذي يدرك الإمكانات ويعمل على تحقيقها، هو الصانع. بهذا الوعي وهذا الجهاد تنهض الحضارات وتنهار».
رفض زريق مذاهب الحتمية والأحادية السائدة في نظريات الثقافة كما في العقل التقدمي المرتبط بفكر التنوير الأوروبي، والتقدم التطوري في وضعية داروين، ومشيئة الله في الديانات التوحيدية. كان يعتقد أن تلك المذاهب «فُرِّضَت على تاريخ البشرية بدلاً من اشتقاقها من معطياتها الملموسة».
كان أول عمل منشور بارز لزريق، مبني على محاضرة ألقاها في عام 1938، بعنوان الوعي العربي. قدم في الكتاب مفهوم "الرسالة العربية" وذكر أن هدف كل أمة هو "الرسالة التي تنقلها إلى الثقافة الإنسانية والحضارة العامة" وأن أمة بلا رسالة لا تستحق اسم أمة. رأى أن الوعي بوجود "رسالة وطنية" سوف يمنح النضال العربي من أجل الاستقلال قوة ومعنى جديدين ويعيد للعرب دورهم العالمي. أما بالنسبة للرسالة العربية نفسها، ففي العصر الحالي تمثل "استيعاب معرفة الغرب والانضمام إليه بالآراء الناشئة كرد فعل عليها [تلك المعرفة]، ودمج ذلك في وحدة جديدة تكون علامة للحياة الآتية، وأن ينتشر العرب في العالم كما نشروا حضارتهم الرائعة في العصور الماضية”.
وفي هذا العمل أيضًا دعا زريق إلى «فلسفة وطنية»، والتي وصفها بالفكر الذي يتشربه شباب الأمة جنبًا إلى جنب مع مشاعرهم، لتشكيل «عقيدة قومية». ورأى أن هذه الفلسفة ضرورية للتجديد الوطني.

### مناقشة القومية والدين
بينما اعتقد العديد من المفكرين المتنورين أن الدين ليس عاملاً أساسيا في تشكيل للأمة، سعى زريق «إلى إقامة علاقة بين الإسلام والقومية العربية». خلال بحثه وملاحظته، ربط زريق بين الدين والقومية. على الرغم من أنه لم يكن مسلمًا، كان زريق يعتقد أن الإسلام هو الحلقة المفقودة للقومية العربية. ورأى أن المجتمع العربي قد استيقظ روحياً «أينما نشأ وانتشر [الإسلام]». بالنسبة إلى زريق، كان الأمر بسيطًا: كلما ازدهر الإسلام ازدهرت الحضارة العربية كذلك. وكلما اختُصِر الإسلام وتحول إلى معتقدات تنقل بشكل أعمى وقوانين وتشريعات دينية مفروضة دون حكمة، ضعفت الحضارة العربية.
رأى العديد من المفكرين العرب أن الأمة العربية كانت موجودة ومزدهرة قبل الإسلام، بينما عرّف الإسلاميون الأمة على أساس المجتمع الديني. نظر زريق إلى الموضوع من منظور مختلف. كان ينظر إلى القومية العربية على أنها حركة روحية تشبه إلى حد كبير أي دين، وعلى وجه الخصوص الإسلام. وأوضح أن «القومية الحقيقية لا يمكن أن تتعارض بأي شكل من الأشكال مع الدين الحقيقي، لأنها في جوهرها حركة روحية تهدف إلى إحياء القوى الداخلية للأمة وتحقيق إمكاناتها الفكرية والروحية».
علاوة على ذلك، أوضح زريق أهمية محمد وعلاقته بالقومية العربية. وشدد على أهمية عدم نسيان التراث الثقافي من أجل بناء مجتمع عربي حديث. شرح زريق كيف جاء محمد إلى العالم العربي في وقت الحاجة الماسة إليه ووحد المجتمع. رأى أنه كان رجلاً مقتنعاً برسالته، تحمل الاضطهاد والإذلال من أجل إلهام رفاقه وإدخالهم في دينه لتوسيع آفاقهم ومساعدتهم على الوصول إلى إمكاناتهم لبناء حضارة جديدة. واختتم زريق حجته بقوله: "مهما كانت طائفته أو مذهبه، فمن واجب كل عربي أن يهتم بثقافته السابقة. وهذا الاهتمام هو الواجب الأول الذي تفرضه عليه جنسيته. وعليه أن يدرس الإسلام ويفهم طبيعته الحقيقية، وبذلك يقدس ذكرى النبي العظيم الذي أنزل عليه الإسلام”.

### الانخراط في النقاش الفكري
بالنسبة لزريق، ظل دور المثقفين حاسمًا في جهود «رفع مستوى الجماهير» وإخراج المجتمع العربي من حالة الضعف التي يعيشها. تحليلًا للرد العربي على الفشل في منع قيام دولة إسرائيل الصهيونية، كتب زريق في كتابه معنى الكارثة:
سبع دول عربية تعلن الحرب على الصهيونية في فلسطين، وتعجز أمامها، وتنقلب على أعقابها. ويلقي ممثلو العرب خطابات نارية في أرفع المحافل الدولية، محذرين مما ستفعله الدول والشعوب العربية في حالة اتخاذ هذا القرار أو ذاك. التصريحات تتساقط كالقنابل من أفواه المسؤولين في اجتماعات الجامعة العربية، ولكن عندما يصبح العمل ضروريا فإن النار ساكنة وهادئة والفولاذ والحديد صدآن وسريعا الانحناء والتفكك".
أعاد زريق لاحقًا تأكيد أفكاره حول ركود المجتمع العربي بالقول:
كان سبب انتصار الصهاينة أن جذور الصهيونية متأصلة في الحياة الغربية الحديثة، بينما نحن في الغالب ما زلنا بعيدين عن هذه الحياة ومعادون لها. إنهم يعيشون في الحاضر والمستقبل، بينما نستمر في الحلم بأحلام الماضي ونذهل أنفسنا بمجده المتلاشي".

### الفكر الليبرالي العربي
رفض زريق جميع أشكال «الحتمية التاريخية» وجميع أشكال «القراءة الأيديولوجية العقائدية للتاريخ». كان إيمانه الأكبر هو إيمانه بالتاريخ العربي على وجه الخصوص. ورفض النظرة «الضعيفة» للتاريخ العربي التي تحصره في التاريخ الإسلامي. شعر زريق أن التاريخ العربي بحاجة إلى أن يُفهم بأوسع معانيه الممكنة وأن هناك حاجة لاستكشافه فيما يتعلق بالحضارات القديمة الأخرى في المنطقة. أعرب زريق بحزم عن أنه يجب الحكم على التاريخ بعقل خالٍ تمامًا من الدوغماتية.
كانت «ثورة العقل» التي دعى إليها زريق أكثر مساهماته تأثيراً في الفكر الليبرالي العربي الحديث. دعا إلى وحدة عربية وطنية تقوم على «ديمقراطية علمانية يمكن فيها للأفراد والمجتمعات المتنوعة تحقيق أهدافهم في إطار من التسامح والاحترام المتبادل». بسبب نشأة زريق في أسرة مسيحية أرثوذكسية، كان التسامح أحد عقائده الأساسية. من أجل أن يكون هناك مجتمع عربي موحد، طالب زريق بالانفتاح على الحوار بين الأديان وحل النزاعات بين مجتمعات اليهود والمسيحيين والمسلمين.
على عكس المثقفين العرب الآخرين، لم يرى زريق المنطقية تقليدًا أعمى للغرب. بدلاً من ذلك، رأى العقل النقدي على أنه «السمة المهيمنة للحداثة، بكل منجزاتها ونقاط ضعفها». ظلت الوحدة العربية هي الهدف النهائي في نظر زريق. تميز نهجه بـ «الاهتمام الأخلاقي بأهداف الوحدة ووسائلها». هذه الوحدة بالنسبة له «لم تكن هدفًا لمصير عرقي أو ديني لا يرحم، بل شكلاً من أشكال التضامن من أجل التمكين المتبادل، بالوسائل الديمقراطية التي تهدف إلى خدمة كرامة الأفراد والمجتمعات وحريتهم».

## الأوسمة والتكريم
وبعد نيله وسام من الرئيس أديب الشيشكلي، حصل قسطنطين زريق على وسام الاستحقاق السوري من الدرجة الممتازة، الذي منحه إياه الرئيس شكري القوتلي عام 1956. وتلاه وسام الأرز اللبناني من درجة كومندور عام 1956 ووسام المؤرخ العربي الممنوح من قبل اتحاد المؤرخين العرب سنة 1993. وفي نفس العام حصل على وسام القديسين بطرس وبولوس من بطريركية أنطاكية وسار المشرق ووسام الاستقلال من المملكة الأردنية الهاشمية. وأطلقت بلدية بيروت اسم قسطنطين زريق على شارع في منطقة الحمراء، بالقرب من الجامعة الأميركية التي قضى فيها معظم حياته. وفي عام 2004، صدر كتاب مرجعي عن حياته ونضاله الفكري والقومي، وضعه المؤرخ السوري عزيز العظمة ونُشر في مركز الدراسات الفلسطينية.

## عائلته
تزوج قسطنطين زريق من السيدة نجلاء قرطاس ورزق منها بأربع بنات، وقد اشتهرت ابنته الدكتورة هدى زريق ضمن الهيئة التدريسية للجامعة الأميركية في بيروت وأصبحت عميدة لكلية الصحة فيها.

## مؤلفاته
وضع الدكتور قسطنطين زريق خلال حياته المديدة عدداً كبيراً من الأبحاث والدراسات التاريخية، بكلا اللغتين العربية والإنكليزية. وكان أول كتاب له بعنوان "الوعي القومي"، الذي صدر في بيروت عام 1939 وكان آخر مؤلفاته كتاب بعنوان "ما العمل؟" صدر في بيروت أيضاً عن مركز دراسات الوحدة العربية سنة 1998. وفيما بينهما كُتبٌ عدة يُذكر منها: "معنى النكبة" (1948)، "أي غد" (1957)، "نحن والتاريخ" (1959)، "هذا العصر المتفجر" (1963)، "في معركة الحضارة" (1964)، "معنى النكبة مجدداً (1967)، "نحن والمستقبل" (1977)، و"مطالب المستقبل العربي" (1983). وقبل وفاته بأربع سنوات جُمعت أعماله في أربعة مجلدات صدرت عن مركز دراسات الوحدة العربية عام 1996. من مساهماتهم الأخرى وضع مقدمة كتاب "بين يدي الكتاب" للأديبة السورية سلمى الحفار الكزبري سنة 1961 ومقدمة كتاب "في القومية والحكم" لرئيس وزراء لبنان تقي الدين الصلح الذي صدر عن دار النهار في بيروت عام 1999.

## وصلات خارجية
- قسطنطين زريق على موقع أرشيف الشارخ.

### الاستشهادات
1. ↑   https://books.google.co.uk/books?id=NHCQBAFMwawC&pg=PA854. {{استشهاد ويب}}: |url= بحاجة لعنوان (مساعدة) والوسيط |title= غير موجود أو فارغ (من ويكي بيانات) (مساعدة)
2. ↑  aghiras. معنى النكبة - قسطنطين زريق -ط-1948.
3. ↑  "Ma'na al-Nakba (The Meaning of the Nakba) (book)". كلية كورك الجامعية. Palestine: Information with Provenance (PIWP database). مؤرشف من الأصل في 2019-05-04. اطلع عليه بتاريخ 2019-05-04. Title: Ma'na al-Nakba (The Meaning of the Nakba). By: Constantine K. Zureik. Date of issue: August 1948. Topic(s) addressed: كبة/Nakbah/Naqba/הנכבה (Arabic, "the catastrophe") expulsion of Palestinians in 1948 · First usage of the word Nakba for expulsion of Palestinians in 1948.
4. 1 2  عزيز العظمة (2004). قسطنطين زريق: عربيّ للقرن العشرين، ص 18. بيروت: مركز الدراسات الفلسطينية.
5. ↑  عزيز العظمة (2004). قسطنطين زريق: عربيّ للقرن العشرين، ص 42. بيروت: مركز الدراسات الفلسطينية.
6. ↑  فيليب خوري (1987). سورية والإنتداب الفرنسي، ص 400 (بالإنكليزية). الولايات المتحدة الامريكية: جامعة برينستون.{{استشهاد بكتاب}}:  صيانة الاستشهاد: لغة غير مدعومة (link)
7. 1 2  سامي مروان مبيض (2005). فولاذ وحرير، ص464-466 (بالإنكليزية). الولايات المتحدة.{{استشهاد بكتاب}}:  صيانة الاستشهاد: لغة غير مدعومة (link) صيانة الاستشهاد: مكان بدون ناشر (link)
8. ↑  {{استشهاد بكتاب|عنوان=قسطنطين زريق: عربيّ للقرن العشرين، ص 66|تاريخ=2004
9. ↑  عزيز العظمة (2004). قسطنطين زريق: عربيّ للقرن العشرين، ص 71. بيروت: مركز الدراسات الفلسطينية.
10. ↑  عزيز العظمة (2004). قسطنطين زريق: عربيّ للقرن العشرين، ص 66. بيروت: مركز الدراسات الفلسطينية.
11. ↑  عزيز العظمة (2004). قسطنطين زريق: عربيّ للقرن العشرين، ص 71. بيروت: مركز الدراسات الفلسطينية.
12. ↑  عزيز العظمة (2004). قسطنطين زريق: عربيّ للقرن العشرين، ص 83. بيروت: مركز الدراسات الفلسطينية.
13. ↑  عزيز العظمة (2004). قسطنطين زريق: عربيّ للقرن العشرين، ص 85. بيروت: مركز الدراسات الفلسطينية.
14. ↑  عبد الغني العطري (1996). عبقريات، ص 160-168. دمشق: دار البشائر.
15. 1 2 3 4  Arab Civilization: Challenges and Responses: Studies in Honor of Constantine K. Zurayk
16. ↑  Patai, pg. 259
17. ↑  Kassab, pg. 65-73
18. 1 2 3 4 5 6  Kassab, pp. 65-73
19. ↑  The Arab Consciousness
20. ↑  Charif, p. 209
21. ↑  Quoted by Charif, pp. 209-210.
22. ↑  Charif, p. 210.
23. ↑  Hilal KhashanArabs at the Crossroads: political identity and nationalism.
24. 1 2  Arabs Face the Modern World: religion, cultural, and political responses to the West.
25. ↑  Charif, pp. 287-288, 300-301
26. 1 2  "Ma'na al-Nakba (The Meaning of the Nakba) (book)". كلية كورك الجامعية. Palestine: Information with Provenance (PIWP database). مؤرشف من الأصل في 2019-05-04. اطلع عليه بتاريخ 2019-05-04. Title: Ma'na al-Nakba (The Meaning of the Nakba). By: Constantine K. Zureik. Date of issue: August 1948. Topic(s) addressed: كبة/Nakbah/Naqba/הנכבה (Arabic, "the catastrophe") expulsion of Palestinians in 1948 · First usage of the word Nakba for expulsion of Palestinians in 1948.
27. ↑  Patai, p. 262
28. ↑  Kassab, pp. 68-70
29. ↑  Kassab, pp. 65-68
30. ↑  Kassab, pp. 65-70
31. ↑  ما العمل؟. 2004. OCLC:829340799. مؤرشف من الأصل في 2021-09-16.
32. ↑  The meaning of the disaster, (بالإنجليزية). Beirut: Khayat's College Book Cooperative. 1956. OCLC:7163126. Archived from the original on 2021-09-16.
33. ↑  أي غد: دراسات لبعض بواعث نهضتنا المرجوة. بيروت: دار العلم للملايين،. 1957. OCLC:4771003343. مؤرشف من الأصل في 2021-09-16.
34. ↑  نحن والتاريخ: مطالب وتساؤلات في صناعة التاريخ وصنع التاريخ. 1974. OCLC:235999227. مؤرشف من الأصل في 2021-09-17.
35. ↑  هذا العصر المتفجر: نظرات في واقعنا وواقع الإنسانية. 1963. OCLC:1136094902. مؤرشف من الأصل في 2021-09-16.
36. ↑  في معركة الحضارة: دراسة في ماهية الحضارة وأحوالها وفي الواقع الحضاري. 1977. OCLC:236043865. مؤرشف من الأصل في 2021-09-17.
37. ↑  معنى النكبة مجددا. 1967. OCLC:922725306. مؤرشف من الأصل في 2021-09-16.
38. ↑  نحن والمستقبل. 1980. OCLC:929735205. مؤرشف من الأصل في 2021-09-17.
39. ↑  مطالب المستقبل العربي: هموم وتساؤلات. 1983. OCLC:922723788. مؤرشف من الأصل في 2021-09-16.

### قائمة المراجع
- Atiyeh, George. Arab Civilization: Challenges and Responses: Studies in Honor of Constantine K. Zurayk, State University of New York Press (Aug. 1988).
- Charif, Maher. (Rihanat al-nahda fi'l-fikr al-'arabi), Damascus, Dar al-Mada (2000).
- Kassab, Elizabeth Suzanne. Contemporary Arab Thought: cultural critique in comparative perspective. New York: Columbia University Press, 2009. 65-73. Print.
- Khashan, Hilal. Arabs at the Crossroads: political identity and nationalism. 1st ed. 1 vol. Gainesville, FL: University Press of Florida, 2000. Print.
- Patai, Raphael. The Arab Mind. 1st. 1 vol. New York City: Charles Scribner's Sons, 1973. 259-262. Print.
- Rejwan, Nissim. Arabs Face the Modern World: religion, cultural, and political responses to the West. 1st ed. 1 vol. Gainesville, FL: University Press of Florida, 1998. Print.
- The International Who's Who of the Arab World. 2nd ed. 1 vol. London, England: International Who’s Who of the Arab World Ltd, 1984. Print.
- Zurayk, Constantin. The Arab Consciousness (al-wa`i al-`arabi) (1939).
- Zurayk, Constantin. The Meaning of Disaster ("Ma'na al-Nakba (The Meaning of the Nakba) (book)". University College Cork. Palestine: Information with Provenance (PIWP database). مؤرشف من الأصل في 2019-05-04. اطلع عليه بتاريخ 2019-05-04. Title: Ma'na al-Nakba (The Meaning of the Nakba). By: Constantine K. Zureik. Date of issue: August 1948. Topic(s) addressed: كبة/Nakbah/Naqba/הנכבה (Arabic, "the catastrophe") expulsion of Palestinians in 1948 · First usage of the word Nakba for expulsion of Palestinians in 1948Cork، Ireland: University College Cork. Palestine: Information with Provenance (PIWP database). Archived from the original on May 4, 2019. Retrieved May 4, 2019. Title: Ma'na al-Nakba (The Meaning of the Nakba). By: Constantine K. Zureik. Date of issue: August 1948. Topic(s) addressed: كبة/Nakbah/Naqba/הנכבה (Arabic, "the catastrophe") expulsion of Palestinians in 1948 · First usage of the word Nakba for expulsion of Palestinians in 1948).
- Zurayk, Constantin. What is to be done? An address to the rising Arab generations (Ma al-`amal? hadith ila al-ajyal al-`arabiyya al-tali`a).
- Zurayk, Constantin. In the Battle for Culture. 1964. Print.